# کریس کریکپاتریک
کریس کریکپاتریک (انگلیسی: Chris Kirkpatrick؛ زادهٔ ۱۷ اکتبر ۱۹۷۱) یک موسیقی‌دان اهل ایالات متحده آمریکا است. وی از سال ۱۹۹۵ میلادی تاکنون مشغول فعالیت بوده‌است.